# Herb gminy Horodło
Herb gminy Horodło – symbol gminy Horodło.

## Wygląd i symbolika
Herb przedstawia na tarczy w polu niebieskim fragment białych murów obronnych, z basztą zwieńczoną złotym dachem. Jest to wizerunek pochodzący z pieczęci miasta Horodło.